# Presseurop.eu
Presseurop.eu war ein mehrsprachiges Nachrichtenportal, das ausgewählte Presseartikel mit dem Schwerpunkt Europa in zehn verschiedene Sprachen übersetzte und veröffentlichte. Es wurde von der Europäischen Kommission in Zusammenarbeit mit einem Konsortium unter der Leitung von Courrier international betrieben und ging am 26. Mai 2009 online. Ein paar Monate vor der Europawahl 2014 wurde das Projekt am 20. Dezember 2013 eingestellt, nachdem die Europäische Kommission entschieden hatte, die Finanzierung von Presseurop nicht fortzuführen.
Im Mai 2014 wurde das Projekt von ehemaligen Redakteuren, Übersetzern und Entwicklern von Presseurop wieder aufgenommen und wird seitdem unter dem Namen Voxeurop fortgeführt.

## Konzept
Eine Redaktion von zehn fest angestellten Journalisten und einer Reihe von freien Mitarbeitern wertete täglich über 250 europäische Zeitungen und Zeitschriften aus, wählte aus diesen Artikel mit Europabezug aus und übersetzte sie. Das Angebot wurde in zehn verschiedenen Sprachen, nämlich Deutsch, Englisch, Französisch, Italienisch, Niederländisch, Polnisch, Portugiesisch, Rumänisch, Spanisch und Tschechisch, publiziert, obschon ursprünglich geplant war, es auf alle 23 Amtssprachen der Europäischen Union auszuweiten. In 2012 wurde das Portal ca. 600.000 mal pro Monat aufgerufen.